# Скрябин, Константин Георгиевич
Константи́н Гео́ргиевич Скря́бин (29 апреля 1948 год — 5 ноября 2019 год) — советский и российский учёный в области молекулярной биологии, генетической инженерии и биотехнологии. Доктор биологических наук (1982), профессор (1986). Академик Российской академии наук (2008) и Российской академии сельскохозяйственных наук (1999). С 1989 года по 1991 год — директор Инженерного центра «Биоинженерия» при Межотраслевой научно-технический комплекс «Биоген», основатель и директор Центра «Биоинженерия» РАН с 1991 года по 2015 год. Один из инициаторов создания и научный руководитель ФИЦ Биотехнологии РАН с 2015 года по 2019 год,

## Биография
Родился 29 апреля 1948 года в Москве. Сын микробиолога и биохимика академика Георгия Константиновича Скрябина, внук биолога и гельминтолога академика Константина Ивановича Скрябина.
Окончил биолого-почвенный факультет Московского государственного университета (1970). В 1970—1973 годах — аспирант МГУ имени М. В. Ломоносова, в 1974 году защитил кандидатскую диссертацию "Неорганическая пирофосфатаза Endomyces magnusii — внутриклеточная локализация и некоторые свойства ". Работал в Институте молекулярной биологии имени В. А. Энгельгардта АН СССР: в 1974—1979 годах — младший научный сотрудник, в 1979—1984 годах — старший научный сотрудник, в 1984—1989 годах — заведующий лабораторией генетической инженерии растений.
Доктор биологических наук (1982, диссертация «Структурно-функциональные исследования рДНК и сигнальных последовательностей генома эукариот»), профессор (1986). Академик Российской академии наук (2008) и Российской академии сельскохозяйственных наук (1999). С 1989 по 1991 год — директор инженерного центра «Биоинженерия» при Межотраслевом научно-техническом комплексе «Биоген», основатель и директор центра «Биоинженерия» РАН с 1991 года по 2015 год. Один из инициаторов создания и научный руководитель Федерального исследовательского центра «Биотехнологии» РАН с 2015 года по 2019 год.
Директор-координатор по биомедицинским технологиям НИЦ «Курчатовский институт». Заведующий кафедрой биотехнологии, профессор кафедры генетики биологического факультета МГУ.
Похоронен на Новодевичьем кладбище.

## Научная деятельность
Ученик академика А. А. Баева, молекулярного биолога. В 1976—1977 годах проходил стажировку в лаборатории будущего нобелевского лауреата Уолтера Гилберта (Гарвардский университет, США), изобретателя метода секвенирования ДНК (метод Максама-Гилберта). Стал одним из организаторов работ по секвенированию нуклеотидных последовательностей ДНК в СССР в 1970-е — 1980-е годы. Эти работы были отмечены премией Ленинского комсомола (1980) и Государственной премией СССР (1983).
Скрябиным впервые в мире была определена полная последовательность ДНК, кодирующих все рибосомные РНК эукариотического организма — дрожжей Saccharomyces cerevisiae (1978—1981), а впоследствии — полная первичная структура всех генов, определяющих синтез витамина В2 у Bacillus subtilis, полная первичная структура генома вируса Х картофеля, ДНК-лигазы фага Т4, рестриктазы Eco RV, кристаллинов глаза и целого ряда генов животных, растений и микроорганизмов. Под руководством К. Г. Скрябина впервые в СССР были созданы отечественные сорта картофеля, устойчивые к гербицидам, вирусам и насекомым-вредителям, разработаны методы диагностики заболеваний растений.
Возглавлял проекты по изучению генетических основ развития рака почки, по расшифровке геномов картофеля и пшеницы; геномов различных микроорганизмов, в том числе промышленных штаммов-продуцентов. Организатор работ по крупномасштабной характеристике генетического полиморфизма населения Российской Федерации, в результате которых составлены генетические карты населения России. Эти исследования внесли вклад в установление взаимосвязей между предрасположенностью к различным заболеваниям и индивидуальными полиморфизмами ДНК и дают возможность составления индивидуального «генетического паспорта» человека. За работы в области геномики и геноинформатики К. Г. Скрябин в 2019 году был удостоен Премии Российской академии наук имени А. А. Баева.
Вёл научно-организационную и преподавательскую работу: в частности, Скрябиным был инициирован и на протяжении более 10 лет реализовывался научно-образовательный проект «Кадры для биоинженерии», приобщающий учащихся бакалавриата 20 региональных вузов России к исследованиям в биотехнологии в лабораториях Москвы.
Организатор многих международных научных конференций, посвященных острым проблемам биотехнологии, генной инженерии и геномики. Соавтор более 600 научных работ, в том числе 50 изобретений и патентов СССР и Российской Федерации.
Состоял в редакционных коллегиях ведущих российских и международных журналов. Вёл ряд телевизионных образовательных программ, участвовал в диспутах, направленных на привлечение молодёжи в науку.

## Семья
- Жена — Светлана Ивановна Скрябина (Ершова) (4.04.1937—14.03.2020), диктор Центрального телевидения.
- Жена — Ольга Анатольевна Евтушенко.
- Сын — Никита Скрябин (род. 1974).
- Дочь — Алиса-Анастасия (род. 1996).

## Общественная деятельность
- Член Совета при президенте Российской Федерации по науке, технологиям и образованию (2001—2012 годы)
- Член Совета при Президенте Российской Федерации по науке и образованию (2013—2017 годы).
- Заместитель председателя Комитета по предпринимательству в здравоохранении и медицинской промышленности Торгово-промышленной палаты РФ
- Член Общероссийской общественной организации «Российская ассоциация содействия науке» при Общественной палате РФ
- Член Межведомственного совета по присуждению премий Правительства РФ в области науки и техники
- Председатель Научного совета РАН по биотехнологии
- Член Научного Совета РАН по генетике и селекции
- Член Совета РАН по генно-инженерной деятельности
- Член Экспертного совета «Конкурс русских инноваций»
- Член Комиссии РФ по делам ЮНЕСКО
- Ассоциированный член Европейской Молекулярно-Биологической Организации (EMBO)
- Член рабочих групп в области биотехнологии Организации экономического сотрудничества и развития (ОЭСР)
- Сопредседатель рабочей подгруппы по биотехнологиям Российско-Индийской рабочей группы по науке и технологиям в рамках Межправительственной Российско-Индийской Комиссии по торгово-экономическому, научно-техническому и культурному сотрудничеству
- Почетный профессор Кыргызского аграрного университета им. К. И. Скрябина

## Награды и премии
- Премия Ленинского комсомола (1980) — за исследование структуры генома высших организмов методами генетической инженерии
- Государственная премия СССР (1983) — за цикл работ «Мобильные гены животных» (1972—1981)
- Орден «Дружба народов» (1982)
- медаль ордена «За заслуги перед Отечеством» II степени (1999)[3]
- орден «За заслуги перед Отечеством» IV степени (2008)[4]
- Золотая медаль ВДНХ
- Премия имени А. А. Баева (2019)[5]
- орден «За заслуги перед Отечеством» III степени (2019)[6]
- Офицер Ордена Академических Пальм Франции (2006)
- Золотой лауреат «Евразийской премии» в номинации «Наука» «За огромный вклад в развитие биотехнологии в России и мире» (Евразийский творческий союз)